# Ansarullah Bangla Team
L'Ansarullah Bangla Team (ABT), également appelé Ansar Bangla était une organisation armée islamiste au Bangladesh, impliquée dans des crimes tels que des attaques brutales et des meurtres de blogueurs athées de 2013 à 2015 et un vol de banque en avril 2015. Le gang a été mis hors d'état de nuire quelques jours après le vol de banque sur décision du ministère de l'Intérieur le 25 mai 2015,. La police a affirmé que le groupe était lié à Islami Chhatra Shibir, l'aile étudiante du parti Jamaat-e-Islami au Bangladesh.
Les aveux de cinq membres du groupe ont été enregistrés par le magistrat métropolitain de Dacca Harun-or-Rashid qui les a entendus de 13 h à 20 hconcernant le meurtre d'Ahmed Rajib Haider le 15 février 2013. Quatre autres personnes ont été arrêtées pour l'agression du blogueur Asif Mohiuddin. Ils ont également revendiqué le meurtre de trois blogueurs athées, Avijit Roy, Oyasiqur Rahman Babu, et Ananta Bijoy Das et le meurtre du professeur de sociologie AKM Shafiul Islam de l'université Rajshahi.
Selon le Terrorism Research & Analysis Consortium, l'ABT est un groupe extrémiste islamique d'inspiration Al-Qaïda au Bangladesh qui a commencé ses activités en 2007 sous le nom de Jama'atul Muslemin, financé par différentes ONG. Le groupe a cessé ses activités lorsque le financement a pris fin. Il a refait surface en 2013 sous le nom d'ABT. L'équipe Ansarullah Bangla est un groupe précurseur d'Al-Qaïda dans le sous-continent indien.

## Histoire
Un nouveau rapport publié en 2013 identifiait Muhammad Jasimuddin Rahmani (en) comme le chef spirituel d'un groupe militant au Bangladesh. Il a été inspiré par Anwar al-Awlaki, qui avait été tué par les États-Unis. Il a été soupçonné d'avoir construit un réseau terroriste islamiste au Bangladesh pendant au moins cinq ans. Ils ont partagé leurs points de vue sur un site web appelé « Ansarulla Bangla Team ». Le serveur du site Web se trouvait au Pakistan. Muhammad Jasimuddin Rahmani était l'imam de la mosquée Hatembagh de Dhanmondi. L'organisation est présente sur Facebook où elle publie de la propagande et nomme ses cibles. Beaucoup de ses partisans en ligne sont également des partisans du Bangladesh Islami Chhatra Shibir et du Jamaat-e-Islami.

## Activités militantes

### Meurtres
L'ABT a revendiqué la responsabilité de certains des meurtres et attaques de blogueurs athées de premier plan, dont Ahmed Rajib Haider, Asif Mohiuddin, Avijit Roy, Oyasiqur Rahman, Ananta Bijoy Das et AKM Shafiul Islam.

### Braquage de la banque Ashulia
L'ABT a été impliquée dans un vol de banque d'une succursale de la Bangladesh Commerce Bank Limited (en) à Ashulia de Savar le 21 avril 2015. Le cambriolage a commencé à quinze heures, lorsque 8 à 10 personnes sont entrées dans la banque en brandissant des armes à feu. Selon des témoignages, ils ont tenté de prendre cinq lakhs de takas tout en retenant des responsables de la banque en otage sous la menace d'une arme. Cependant, comme certains officiels ont fait obstruction aux voleurs, ils en ont poignardé quelques uns, blessant cinq d'entre eux, dont trois ont succombé à leurs blessures, un directeur, un agent de sécurité et un client.
Cependant, à ce moment-là, les habitants de l'extérieur ont rapidement utilisé une mosquée voisine avec des haut-parleurs pour annoncer le braquage de la banque. Les voleurs ont entendu les annonces et ont commencé à fuir la zone, en utilisant plusieurs séries de coups de feu, en lançant des cocktails molotov et des grenades. Cette explosion soudaine a blessé une vingtaine de personnes, dont 3 sont décédées immédiatement après leur admission à l'hôpital, 2 plus tard alors qu'elles recevaient un traitement vers 20 h 30 et une autre personne la nuit suivante,.
Les voleurs se sont divisés et ont fui la scène, certains à pied et d'autres à moto. Une foule s'est rapidement formée et a attrapé deux voleurs sur un vélo et un autre voleur dans une autre zone. Au cours d'un massacre, la foule a tué l'un d'eux et blessé l'autre, qui a succombé à ses blessures par la suite. La police a tenté de récupérer les voleurs, mais cela a conduit à un affrontement et deux véhicules de police ont été vandalisés. L'arrivée de renforts de la police a permis de contrôler la situation et de capturer les voleurs,.
Au total, neuf personnes ont été tuées immédiatement ou ont succombé à des blessures subies, et au moins quatorze autres ont été blessées, au plus, par balle, par des armes utilisées par les voleurs. L'interrogatoire du ou des voleurs capturés a conduit à l'arrestation d'un plus grand nombre de suspects ; la police a découvert que plusieurs des voleurs étaient membres de l'ABT.

### Arrestations
Au 1er juin 2015, les membres de l'ABT faisant l'objet de spéculations ou confirmés ont été arrêtés comme suit :
1. Tentative de meurtre d'Asif Mohiuddin (attentat du 13 janvier 2013) - arrestation le 1er avril 2013[5].
  - Saad-al-Nahin – 24, étudiant.
  - Kawsar Ahmed – 23, marchand ambulant.
  - Kamal Uddin – 23, charpentier.
  - Kamal Hossain – 28, agent de sécurité de banque.
2. Assassinat d'Ahmed Rajib Haider (attentat du 15 février 2013) - arrestation le 2 mars 2013 de cinq étudiants de l'université North South (en)[4].
  - Faisal bin Nayeem (alias Dwip)
  - Maksudul Hassan Anik
  - Ehsan Reza Rumman
  - Naim Sikder Irad
  - Nafis Imtiaz
3. Arrestations de membres d'ABT - 12 août 2013.
  - Mufti Muhammad Jasimuddin Rahmani (en) – Suspecté d'être le chef de l'ABT.
  - 30 autres.
4. Vol de banque à Ashulia - 21 avril 2015[16],[17].
  - Al Amin Hossain 21 avril 2015 - arrestation) - Un voleur arrêté par les locaux.
  - Mahfuzul Islam Shamim (Arrestation le 30 avril 2015) - Le « commandant de l'opération » du braquage de la banque d'Ashulia, ex-membre du Jama'atul Mujahideen Bangladesh interdit et confesseur de crimes dont le vol et le meurtre d'un vendeur de bKash (en) le 10 mars 2015.
  - Deux autres ont été tués à la suite d'un passage à tabac massif par une foule.

## Condamnations
En décembre 2015, plusieurs membres de l'ABT ont été condamnés pour le meurtre du militant Ahmed Rajib Haider, notamment,,, :
- Faisal bin Nayem alias Dweep - condamné à mort.
- Rezwanul Azad Rana - condamné à mort par contumace.
- Jasim Uddin Rahmani - 5 ans d'emprisonnement, 2 000 takas d'amende.
- Maksudul Hasan - emprisonnement à perpétuité par contumace.

## Interdiction
L'interdiction de cette organisation était prévue en 2013, en même temps que neuf autres mais l'interdiction de l'ABT n'a pas été promulguée à l'époque. Deux ans plus tard, à la suite d'une demande d'interdiction formulée par la police à la suite d'un rapport d'enquête sur le braquage de la banque, le ministère de l'Intérieur les a officiellement interdits le 25 mai 2015,,.